# Saint-Florent-des-Bois
Saint-Florent-des-Bois – miejscowość i dawna gmina we Francji, w regionie Kraj Loary, w departamencie Wandea. W 2013 roku liczba ludności wynosiła 2861 mieszkańców.
W dniu 1 stycznia 2016 roku z połączenia dwóch ówczesnych gmin – Chaillé-sous-les-Ormeaux oraz Saint-Florent-des-Bois – utworzono nową gminę Rives-de-l’Yon. Siedzibą gminy została miejscowość Saint-Florent-des-Bois.